# ヤビサ

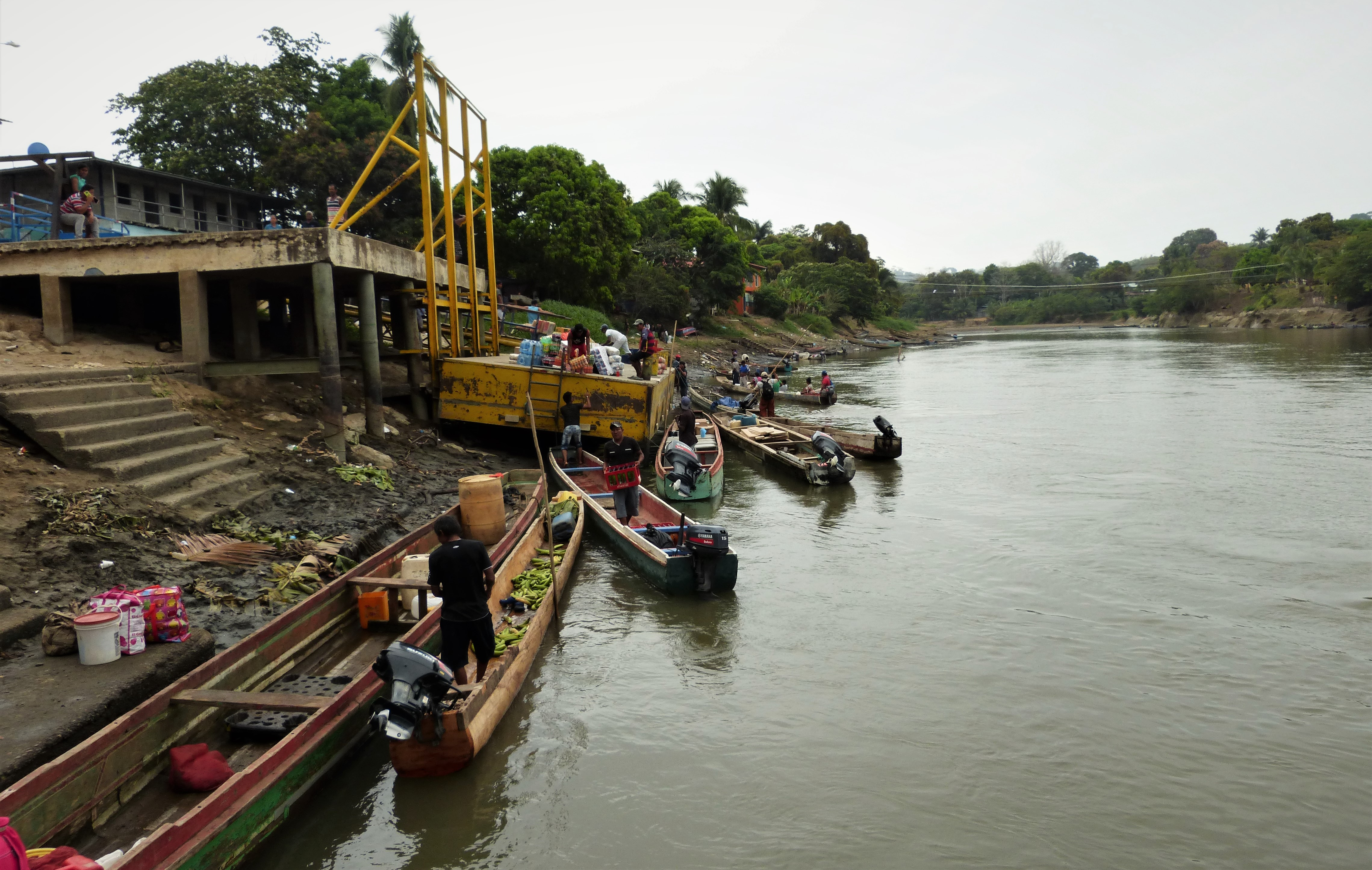
パンアメリカンハイウェイの終点

パンアメリカンハイウェイの分断区間の地図

ヤビサ（Yaviza）は、パナマのダリエン県の町・郡区。手つかずの熱帯雨林が広がるダリエン地峡に位置する。郡区の人口は4,824人（2023年国勢調査）。
街はチュクナケ川沿いにあり、ダリエン地峡の集落とは航路で繋がっている。川沿いで最も近い都市はエル・レアル・デ・サンタ・マリアである。
パンアメリカンハイウェイの北部区間の終点として知られおり、ヤビサからコロンビアのトゥルボ間は未着工となっている。

## 歴史
1638年9月、スペイン人宣教師によって設立された。当時の名前はサン・ヘロニモ・デ・ヤビサ（San Jerónimo de Yaviza）であった。1760年にスペインはヤビサに砦を建設したが、1780年のクナ族の襲撃で大きな被害を受けた。残っていた砦の遺構も20世紀半ばの洪水で半分が破壊された。
パンアメリカンハイウェイは1983年にヤビサまで建設されたが、それ以南の延伸計画は中止となった。開通当初は未舗装であったが、その後改良され路面は舗装された。